# Тајро (Охајо)
Тајро (енгл. Tiro) град је у америчкој савезној држави Охајо.

## Демографија
По попису из 2010. године број становника је 280, што је 1 (-0,4%) становника мање него 2000. године.
| Група             | 2000.       | 2010.       |
| Белци             | 271 (96,4%) | 260 (92,9%) |
| Афроамериканци    | 0 (0,0%)    | 2 (0,7%)    |
| Азијати           | 3 (1,1%)    | 2 (0,7%)    |
| Хиспаноамериканци | 5 (1,8%)    | 11 (3,9%)   |
| Укупно            | 281         | 280         |